# Federico Guglielmo Fortini
Federico Guglielmo Fortini (Montevarchi, 1900 – Teruel, 5 gennaio 1938) è stato un militare italiano, decorato di medaglia d'oro al valor militare alla memoria nel corso della guerra di Spagna.

## Biografia
Nacque a Montevarchi nel 1900. Chiamato a prestare servizio militare nel Regio Esercito con la sua classe, dal giugno al novembre 1918 partecipò alle battaglie del Montello sul Piave e di Vittorio Veneto con la 1294ª Compagnia mitraglieri Fiat. Ritornato alla vita civile dopo la fine della prima guerra mondiale riprese gli studi interrotti, laureandosi nel 1932 presso l'Istituto di scienze sociali e politiche ed economiche a Firenze. Mentre lavorava come dirigente negli uffici amministrativi della Confederazione lavoratori dell'industria, dapprima a Pesaro e poi ad Ancona, dove rimase fino al 1936, assunse anche incarichi politici. Arruolatosi volontariamente nella Milizia Volontaria Sicurezza Nazionale con il grado di centurione, chiese di entrare a far parte delle formazioni franchiste e fu arruolato con il grado di capitano nella 4ª bandera della Legione del Tercio il 6 gennaio 1937. Durante la sua permanenza in Spagna venne ferito tre volte, tra gli oliveti del Jarama, nella sierra de Albaraccin, e sul fronte di Toledo. Cadde in combattimento presso il cimitero di Teruel il 5 gennaio 1938 e fu poi insignito della medaglia d'oro al valor militare alla memoria.